# Coordonnées bipolaires
Ne doit pas être confondu avec Coordonnées bifocales.
 (juillet 2019).
Si vous disposez d'ouvrages ou d'articles de référence ou si vous connaissez des sites web de qualité traitant du thème abordé ici, merci de compléter l'article en donnant les références utiles à sa vérifiabilité et en les liant à la section « Notes et références ».

Le système de coordonnées bipolaires.

Les coordonnées bipolaires sont un système de coordonnées orthogonales, qui permettent de déterminer la position d'un point grâce à sa distance par rapport à deux foyers fixes donnés.

## Définition
En un point du plan de coordonnées bipolaires (τ , σ) correspond le point
{\displaystyle x=a\ {\frac {\sinh \tau }{\cosh \tau -\cos \sigma }}}
{\displaystyle y=a\ {\frac {\sin \sigma }{\cosh \tau -\cos \sigma }}.}
Géométriquement la coordonnée σ d'un point P est l'amplitude (signée) de l'angle entre le segment joignant les foyers (–a, 0) et (a, 0) et le cercle passant par le foyer (–a, 0), le point P et le foyer (a, 0).
La coordonnée τ est quant à elle le logarithme du rapport entre la distance au foyer (a, 0) et la distance au foyer (–a, 0).

## Propriétés

### Orthogonalité
Les équations pour x et y peuvent être combinés en une variable complexe,
{\displaystyle z=x+{\rm {i}}y=a{\rm {i}}\cot \left({\frac {\sigma +{\rm {i}}\tau }{2}}\right)=a\coth \left({\frac {\tau -{\rm {i}}\sigma }{2}}\right).}
Cette équation montre que σ et τ sont respectivement les parties réelle et imaginaire d'une fonction analytique de x + iy (avec des points de branchement logarithmiques aux foyers), ce qui prouve (selon la théorie générale des transformations conformes) (les équations de Cauchy-Riemann) que ces courbes de σ et τ sont des faisceaux orthogonaux, et forment donc bien un système de coordonnées orthogonales.

### Courbes deσetτconstantes
Les courbes pour σ constant correspondent à un faisceau de cercles non concentriques 
{\displaystyle x^{2}+\left(y-a\cot \sigma \right)^{2}={\frac {a^{2}}{\sin ^{2}\sigma }}=a^{2}(1+\cot ^{2}\sigma )}
qui se croisent aux deux foyers.
Les courbes pour {\displaystyle \tau } constant forment un faisceau de Poncelet (un faisceau de cercles qui ne se croisent pas) :
{\displaystyle \left(x-a\coth \tau \right)^{2}+y^{2}={\frac {a^{2}}{\sinh ^{2}\tau }}=a^{2}(\coth ^{2}\tau -1)}
dont les points de Poncelet sont les foyers.

## Notation complexe
On a la correspondance pour l'affixe complexe :
{\displaystyle x+\mathrm {i} y=a\coth {\frac {\tau -\mathrm {i} \sigma }{2}}.}

## Transformation inverse
Pour déterminer les coordonnées bipolaires (τ , σ) à partir des coordonnées cartésiennes (x , y), on a
{\displaystyle \tau ={\frac {1}{2}}\ln {\frac {(x+a)^{2}+y^{2}}{(x-a)^{2}+y^{2}}}}
et
{\displaystyle \pi -\sigma =2\arctan {\frac {2ay}{a^{2}-x^{2}-y^{2}+{\sqrt {(a^{2}-x^{2}-y^{2})^{2}+4a^{2}y^{2}}}}}.}
On remarque aussi que
{\displaystyle \tanh \tau ={\frac {2ax}{x^{2}+y^{2}+a^{2}}}}
et que
{\displaystyle \tan \sigma ={\frac {2ay}{x^{2}+y^{2}-a^{2}}}.}

## Facteurs d'échelle
Pour obtenir les facteurs d'échelle pour les coordonnées bipolaires, on considère la différentielle de l'équation x + iy :
{\displaystyle \mathrm {d} x+\mathrm {i} \,\mathrm {d} y={\frac {-\mathrm {i} a}{\sin ^{2}\left({\tfrac {1}{2}}(\sigma +i\tau )\right)}}(\mathrm {d} \sigma +\mathrm {i} \,\mathrm {s} \tau ).}
En multipliant par l'expression conjuguée, il vient :
{\displaystyle (\mathrm {d} x)^{2}+(\mathrm {d} y)^{2}={\frac {a^{2}}{\left[2\sin {\tfrac {1}{2}}\left(\sigma +\mathrm {i} \tau \right)\sin {\tfrac {1}{2}}\left(\sigma -\mathrm {i} \tau \right)\right]^{2}}}\left((\mathrm {d} \sigma )^{2}+(\mathrm {d} \tau )^{2}\right).}
Or :
{\displaystyle 2\sin {\frac {1}{2}}\left(\sigma +\mathrm {i} \tau \right)\sin {\frac {1}{2}}\left(\sigma -\mathrm {i} \tau \right)=\cos \sigma -\cos(\mathrm {i} \tau )=\cos \sigma -\cosh \tau ,}
dont on déduit
{\displaystyle (\mathrm {d} x)^{2}+(\mathrm {d} y)^{2}={\frac {a^{2}}{(\cosh \tau -\cos \sigma )^{2}}}\left((\mathrm {d} \sigma )^{2}+(\mathrm {d} \tau )^{2}\right).}
Ainsi, les facteurs d'échelle pour σ et τ sont identiques, et donnés par
{\displaystyle h_{\sigma }=h_{\tau }={\frac {a}{\cosh \tau -\cos \sigma }}.}
On peut en déduire de nombreux résultats utiles pour le calcul différentiel dans un tel système de coordonnées. Par exemple, un élément de surface sera donné par :
{\displaystyle \mathrm {d} A={\frac {a^{2}}{\left(\cosh \tau -\cos \sigma \right)^{2}}}\,\mathrm {d} \sigma \,\mathrm {d} \tau ,}
et le laplacien est donné par
{\displaystyle \nabla ^{2}\phi ={\frac {1}{a^{2}}}\left(\cosh \tau -\cos \sigma \right)^{2}\left({\frac {\partial ^{2}\phi }{\partial \sigma ^{2}}}+{\frac {\partial ^{2}\phi }{\partial \tau ^{2}}}\right).}

## Applications
Les coordonnées bipolaires sont utilisées dans la résolution d'équations aux dérivées partielles, comme l'équation de Laplace ou l'équation de Helmholtz, où ce système permet d'avoir une séparation des variables. Un exemple est le champ électrique autour de deux conducteurs cylindriques parallèles de diamètres différents,.